# عبد الله الألباني
عبد الله آدم الألباني داعية إسلامي وابن أخ ناصر الدين الألباني وتتلمذ على يديه في أول عمره ثم لازم كتب الشيخ وغرزه. . ثم استوطن دولة الكويت ولقد زاره فيها عمه العلامة ناصر الدين الالباني. .وله عن الشيخ ما ليس لغيره لكونه جمع الحسنين القرابة والطلب.

## مولده
ولد في دمشق في اليوم الأول من شهر فبراير لعام 1946 ميلادي وقد ذكر ذلك هو بنفسه في مقطع مرئي 

## تعليمه
تعلم في مدرسة دينية اسمها سعادة الأبناء للجمعية الغراء وكان اهتمامها الأول بالعلوم الشرعية والعربية ، وأتم بها المراحل التعليمية الابتدائية والإعدادية وأتم المرحلة الثانوية في مدرسة ابن العميد.
وخلال هذه المراحل كان يحضر دروس عمه الشيخ 
ناصر الدين الألباني وآخرين مثل الشيخ محمد سعيد برهاني والشيخ جودة سعيد .
ثم دخل كلية الهندسة الميكانيكية في جامعة حلب 

## عمله
عُين في وزارة الكهرباء في سوريا فور تخرجه في كلية الهندسة عام 1975 للميلاد وحتى عام 1986 .

## سفره للإمارات
بسبب تضييق النظام في سوريا على الدعاة وعلى الشيخ عبد الله مما أضطره للسفر إلى الإمارات وبقي بها من عام 1986 ميلادي حتى عام 1995 ثم عاد بعدها إلى سوريا .

## سفره للكويت والإقامة بها حتى الآن
في بداية عام 1996 ميلادي سافر الشيخ عبد الله إلى الكويت وعمل بها مهندسا للتكييف في وزارة الأوقاف الكويتية ، وأيضا إماما لمسجد مبشر بن عبد المنذر بالجهراء وإلى الآن .

## شيوخه
- محمد ناصر الدين الألباني
- الشيخ محمد سعيد برهاني
- جودة سعيد محمد.[3]

## لقاءات تلفزيونية وحوارات صحفية
له لقاءات تلفزيونية منها سلسلة من الحلقات عن تراث الألباني على قناة المعالي الفضائية 
و هناك حورات صحفية تمت مع الشيخ عبد الله آدم الألباني منها حواره مع مجلة الوئام 
و هناك مواقع ذكرت ترجمة الشيخ منها موقع مداد وله على الموقع ستة وعشرون مادة صوتية 
و له العديد من الدروس على قناته الرسمية على اليوتيوب 
و له درس في أحكام الصيام على موقع نداء الإيمان 
و له لقاء مع جريدة الأنباء الكويتية تحدث خلاله عن الشيخ ناصر الدين الألباني 

## وصلات خارجية
- سلسلة حلقات برنامج تراث الألباني على قناة المعالي الفضائية
- سيرة الشيخ عبد الله الألباني على موقع مداد
- تراث الألباني
- قناة اليوتيوب
- برنامج مفاتيح العلوم وحلقة خاصة بعلم الحديث
- من مائدة الألباني